# Erich von Falkenhayn
Erich Georg Anton von Falkenhayn, né le 11 septembre 1861 à Burg Belchau (de), arrondissement de Graudenz et mort le 8 avril 1922 à Potsdam, est un officier prussien qui a servi dans l'armée allemande notamment durant la Première Guerre mondiale.
Après une carrière d'officier d'état-major marquée par ses voyages en Chine, général dès 1912, il est le ministre de la Guerre de Prusse de 1913 à 1915 et le chef de l'État-Major général de septembre 1914 à août 1916, et à ce titre, un des concepteurs de l'offensive de Verdun.
Après sa démission, il est envoyé en Transylvanie comme commandant de la 9e armée avec laquelle il coordonne la conquête de la Roumanie, puis en Palestine comme chef de la Heeresgruppe F (un groupe d'armées ottomanes) à partir de juillet 1917. De février 1918 jusqu'à la fin de la guerre, il est le commandant de la 10e armée.
Dans son livre La Discorde chez l'ennemi Charles de Gaulle dresse de Falkenhayn un portrait moral et militaire accablant et en fait le principal obstacle à la constitution d’un commandement unifié des forces des deux empires centraux de septembre 1914 à août 1916.

## Famille
Le nom de famille Falkenhayn (de) est attesté depuis le XIIIe siècle sous la forme « Falkenhain » près de Schönau en Basse-Silésie, d'où deux branches familiales se sont séparées, l'une s'installant dans le comté de Glatz (et se met au service de l'empire d'Autriche-Hongrie), l'autre en province de Prusse-Occidentale dans le royaume de Prusse. Les parents d'Erich von Falkenhayn sont Fedor von Falkenhayn (1814-1896) et Franziska von Rosenberg (1826-1888) : le père est un Junker, c'est-à-dire qu'il fait partie des grands propriétaires terriens, membres de la noblesse prussienne.
Son grand frère Eugen von Falkenhayn (de) (1853-1934) faisait lui aussi partie de l'armée prussienne comme officier de cavalerie, puis général commandant le 22e corps de réserve pendant toute la Grande Guerre et son frère Arthur von Falkenhayn (de) est le précepteur du prince Guillaume de Prusse. Sa sœur Olga (1851-1919) épouse le général Moritz von Bock (de) (1828-1897).
Son gendre, Henning von Tresckow, fut lui aussi un général allemand pendant la Seconde Guerre mondiale et participa au complot du 20 juillet 1944 contre Hitler avant de se suicider avec une grenade.

## Biographie

### Début de carrière
Erich von Falkenhayn s'engage dans l'armée prussienne le 17 avril 1880, comme Sekonde-Lieutenant au sein du 91e régiment d'infanterie (de), en garnison à Oldenbourg. Après une période comme adjudant à partir de 1884, il intègre l'académie de guerre de Berlin le 1er octobre 1887, passant au grade de Premier-Lieutenant le 21 septembre 1889 avant de réintégrer son régiment d'origine le 21 juillet 1890. Il est affecté au Grand État-Major général à partir du 22 mars 1891, accédant au grade de Hauptmann le 25 mars 1893. Le 1er février 1894, il est nommé au sein de l'état-major du 9e corps d'armée (alors commandé par le comte von Waldersee) à Altona, puis le 12 septembre 1895 il prend le commandement d'une compagnie du 21e régiment d'infanterie (de) à Thorn.
Le 25 juin 1896, il est mis en disponibilité, servant comme officier instructeur au sein de l'armée chinoise, devenant le directeur d'une école. Le 25 mars 1899, il est nommé attaché militaire à Tsingtao (dans le comptoir allemand de Kiautschou), avec le grade de major. Il revient au grand état-major général le 24 février 1900, puis il est affecté le 29 mars comme chef d'état-major du 14e corps d'armée à Karlsruhe, avant de repartir rapidement en Chine au sein de l’Ostasiatisches Expeditionskorps lors de la révolte des Boxers (au sein de l'état-major du général Emil von Lessel). Il est membre de l'administration de Tsingtao, puis un des officiers d'état-major de la brigade d'occupation allemande en Chine (ses rapports sont appréciés par l'empereur).
Le 18 octobre 1903, il obtient le commandement d'un bataillon du 92e régiment d'infanterie (de) à Brunswick. Le 19 septembre 1905, il passe au grade de Oberstleutnant, puis le 10 avril 1906 il est affecté de nouveau au grand état-major général avec la fonction de chef de section. Le 22 mars 1907, il est nommé chef de l'état-major du 16e corps d'armée (commandé par Maximilian von Prittwitz) à Metz ; le 18 mai 1908, il passe au grade d'Oberst. Le 27 janvier 1911, il reçoit le commandement du 4e régiment à pied de la Garde, à Berlin. Le 20 février 1912, il devient le chef d'état-major du 4e corps d'armée (sous les ordres de Friedrich Bertram Sixt von Armin) à Magdebourg, avec le grade de Generalmajor à partir du 22 avril.
Guillaume II le choisit comme ministre de la Guerre du royaume de Prusse, fonction qu'il exerce du 7 juillet 1913 au 20 janvier 1915, avec le grade de Generalleutnant dès sa nomination. Il fait partie à ce titre à partir de la mobilisation d'août 1914 de l'Oberste Heeresleitung (commandement suprême de l'Armée allemande), accompagnant l'empereur d'abord à Coblence en août puis à Luxembourg en septembre.

### Chef de l'état-major
Dès le 10 août 1914, le chef du cabinet militaire, le général von Lyncker, avait annoncé à Falkenhayn, qu'« au cas où Moltke s'effondrait, il devait prendre ses fonctions ». Le 13 septembre 1914, en conséquence de la bataille de la Marne et de la fatigue du chef de l'État-Major, Lyncker insiste auprès de Guillaume II pour remplacer Moltke par Falkenhayn. Le lendemain 14 septembre dans l'après-midi, Lyncker informe Moltke de la décision impériale : le quartier-maître général Stein est remplacé par Falkenhayn ; pour sauver les apparences, Moltke reste temporairement en poste, mais est écarté de l'État-Major. Falkenhayn prend finalement la fonction de chef de l'État-Major de l'Armée en campagne le 3 novembre 1914.
Désormais à la tête à la fois de l'État-Major et de l'administration militaire (étant chef de l'État-Major général et ministre de la Guerre), Falkenhayn lance immédiatement de nouvelles opérations sur son aile droite, en essayant d'envelopper par le nord-ouest l'aile française, ce qui mène à la course à la mer entre septembre et octobre 1914. En octobre et novembre, il lance sur Dixmude et l'Yser dans une attaque frontale les six corps de réserve qu'il vient de constituer avec des volontaires et des réservistes (bataille de l'Yser). Il est nommé General der Infanterie le 20 janvier 1915, puis est remplacé au ministère par Adolf Wild von Hohenborn le 21 janvier, recevant la décoration Pour le Mérite le 16 février 1915 pour la victoire en Mazurie, puis l'ordre de l'Aigle noir le 12 mai pour la victoire de Gorlice-Tarnov. Falkenhayn joue un rôle important dans le règlement de la crise des munitions (économies d'obus au front et organisation industrielle à l'arrière), dans la réorganisation des unités (chaque division passe de quatre à trois régiments d'infanterie à partir de 1915), ainsi que dans le développement de l'armement chimique (il suit les recherches et assiste à des essais).

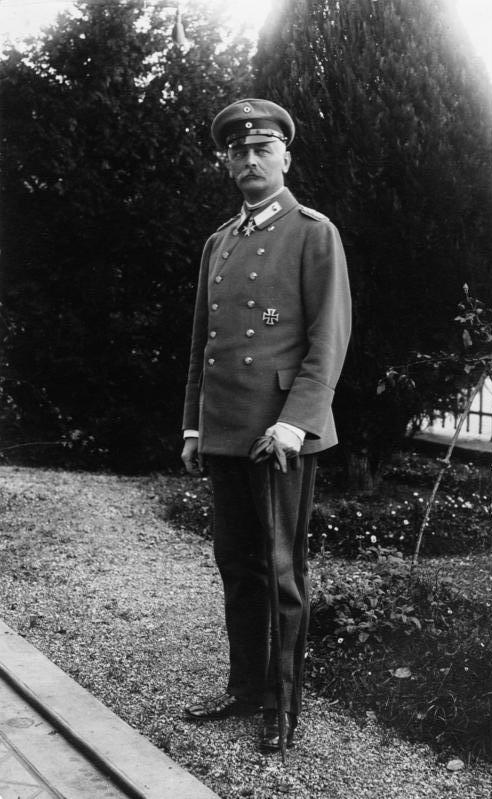
Photographie en pied, datée de 1917.

Estimant à partir de la fin 1915 que la décision ne peut être obtenue sur le front de l'Est étant donné les dimensions de l'empire russe, il refuse de fournir des renforts au commandant allemand de ce front, Paul von Hindenburg, ainsi qu'au chef d'état-major autrichien, Franz Conrad von Hötzendorf. Le 3 décembre 1915, Falkenhayn propose à l'empereur d'attaquer l'armée française au début de 1916 ; la planification est réalisée courant décembre avec le chef d'état-major de l'armée chargée de l'opération (la 5e armée, commandée par le Kronprinz de Prusse), Konstantin Schmidt von Knobelsdorf : la cible choisie est d'abord la place de Belfort, remplacée le 8 par celle de Verdun. Le choix est fait autour de Noël 1915 d'une attaque brusquée, à grand renfort d'artillerie, sur un front réduit : l'opération est baptisée « Jugement » (Gericht).
À la suite des difficultés allemandes à Verdun, qui se transforme en une bataille d'usure, Falkenhayn subit l'opposition du chancelier Theobald von Bethmann Hollweg ainsi que des commandants du front de l'Est, les généraux Paul von Hindenburg et Erich Ludendorff, partisans d'une guerre totale. Le 27 août, l'entrée en guerre de la Roumanie aux côtés des Russes, des Français et des Britanniques ruine les espoirs d'une paix séparée. Falkenhayn, informé par le chef du cabinet militaire Lyncker que Hindenburg et Ludendorff sont convoqués par l'empereur, démissionne le 29 août 1916 de ses fonctions.

### Commandant d'armées
À la suite de sa démission de chef de l'État-Major général, Falkenhayn est nommé le 6 septembre 1916 commandant de la 9e armée allemande affectée en Transylvanie (alors territoire austro-hongrois) pour affronter la Roumanie. L'offensive que Falkenhayn mène permet à son armée de franchir les Carpates (bataille de la Tour rouge le 30 septembre), de prendre Bucarest le 6 décembre et de conquérir toute la Valachie.
Falkenhayn arrive à Constantinople le 28 avril 1917 dans le cadre d'un projet de coopération germano-turque : l'idée est de reprendre la Mésopotamie par une grande offensive vers Bagdad, opération baptisée Yıldırım (« éclair » en turc). Le 9 juillet 1917, il est nommé chef du groupe d'armées Yildirim (en)  (pour les Allemands, Heeresgruppe F), un groupe d'armées composé des 4e, 7e et 8e armées ottomanes, renforcés avec quelques Allemands, avec Wilhelm von Dommes comme chef d'état-major. Falkenhayn reçoit le même jour le grade ottoman de maréchal. Les Britanniques d'Edmund Allenby attaquant en Palestine en octobre, le groupe est engagé au sud. En février 1918, Falkenhayn, battu, rentre en Europe pour des raisons de santé, remplacé par Otto Liman von Sanders.
Le 4 mars 1918, il reçoit le commandement de la 10e armée allemande en Europe de l'Est, en remplacement du général Hermann von Eichhorn. Cette armée a essentiellement comme mission jusqu'à la fin de la guerre l'occupation des territoires que la Russie a perdus au traité de Brest-Litovsk.

### Après-guerre
Le 25 février 1919, Falkenhayn est mis à la retraite (Offizier von der Armee). Il est autorisé à s'installer au château de Lindstedt où il consacre ses dernières années à la rédaction de deux ouvrages autobiographiques sur son action pendant la guerre :
- le premier, Die oberste Heeresleitung, 1914-1916, in ihren wichtigsten Entschliessungen (« la direction suprême de l'armée, et ses décisions essentielles ») édité en 1920, porte sur la période pendant laquelle il est le chef de l'état-major général ;
- le second, Der Feldzug der 9 Armee gegen die Rumänen und Russen, 1916-1917 (la campagne de la 9e armée contre la Roumanie et la Russie) en 1921, couvre la période où il commande cette armée sur le front de l'Est.